# Чанчахи (гора)
Чанчахи (осет. Цъанцъахийы хох, груз. ჭანჭახისწვერი) — одна из вершин Цейского горного района в центральной части Главного Кавказского хребта на границе Грузии, Южной и Северной Осетии. Самая высокая точка Южной Осетии.

## Описание
Расположена севернее перевала Мамисонский. Высота горы 4461 м. На склонах берет исток одноимённая река со снежным питанием Чанчахи. Предположительно название произошло от вайнхского топонима «чанчах», что означает «лысый хребет», «голое место без растительности».
Гора популяна среди покорителей вершин. Есть несколько маршрутов восхождения на неё. Первое восхождение на Чанчахи совершил шотландец Гарольд Реберн в 1913 году.